# Macedonia del Norte en los Juegos Olímpicos de Milán-Cortina d'Ampezzo 2026
Macedonia del Norte participará en los Juegos Olímpicos de Milán-Cortina d'Ampezzo 2026. Responsable del equipo olímpico es el Comité Olímpico Macedonio.